# توم ليمان (لاعب غولف)
توم ليمان (بالإنجليزية: Tom Lehman)‏ هو لاعب غولف أمريكي، ولد في 7 مارس 1959 في أوستين في الولايات المتحدة.

## وصلات خارجية
- توم ليمان على موقع رابطة لاعبي الغولف المحترفين (الإنجليزية)
- توم ليمان على موقع رابطة أوروبا للاعبي الغولف المحترفين (الإنجليزية)
- توم ليمان على موقع رابطة اليابان للاعبي الغولف المحترفين (الإنجليزية)
- توم ليمان على موقع التصنيف العالمي الرسمي للغولف (الإنجليزية)
- توم ليمان على موقع إن إن دي بي (الإنجليزية)